# Цртање у песку
Цртање у песку је традиционална вештина у Вануату која укључује цртање геометријских фигура директно на тло са једним или два прста. Вануату пешчани цртежи су уписани на Унесковој репрезентативној листи нематеријалног културног наслеђа 2008. године, а првобитно проглашена 2003. године.

## Опис и историјат
Цртање у песку се доста разликује од других облика уметности, јер су цртежи изведени као искошене или непрекидне линије. Сваки дизајн је врста лавиринта, где се линија цртежа има непрекидну путању, без подизања прста са земље. Ова техника је почела прво да се примењује на острву архипелага Вануату. У овом региону има близу 80 различитих језичких група, а његови народи су много путовали у потрази за знањем и трговином. Тако да се цртање у песку развило као облик комуникације унутар ове традиције. На тај начин је олакшана размена идеја између различитих језичких група. Путници су користили ову технику како би остављали поруке на местима за састанке. Цртежи се праве директно на тлу, у песку, вулканском пепелу или глини. Цртежи у песку нису само „слике“, већ се односе на комбинацију знања, песама и прича са одређеним значењима. Мајстор ове технике мора имати не само добро познавање графичких образаца, већ и добро знање њиховог значаја. Као атрактивни симболи идентитета Вануатуа, цртежи се често приказују као облик декоративног фолклора за туристе и друге комерцијалне сврхе.

#### Уметници који су били инспирисани техником цртања у песку
Антрополог Бернард Дикон био је први западњак који је описао ову технику цртања у песку. Једно време је провео са локалним племенима 1920-их и илустровао више од стотину различитих дизајна. Трагедија се догодила баш када се Дикон спремао да се врати кући и изненада је умро од маларије. Након његове смрти, Дикон је инспирисао многе антропологе, а Камила Веџвуд је 1934. објавила свој рад на цртежима у песку.